# Мемориална джамия (Москва)
Мемориалната джамия (на руски: Мемориальная мечеть на Поклонной горе) е мюсюлмански храм-паметник, построен в памет на съветските воини-мюсюлмани, загинали във Втората световна война. Разположена е в Парка на Победата на Поклонная гора в Москва.
Джамията е открита на 6 септември 1997 година, в деня на отбелязването на 850-годишнината на Москва. Архитектурата на джамията обединява характерни елементи от различните ислямски архитектурни школи. Към джамията има ислямска верска община и медресе.